# Flaucourt
Flaucourt település Franciaországban, Somme megyében. Lakosainak száma 296 fő (2022. január 1.). Flaucourt Assevillers, Barleux, Biaches, Cléry-sur-Somme, Feuillères, Herbécourt és Belloy-en-Santerre községekkel határos.

## Népesség
A település népességének változása:
| Lakosok száma | 295  | 290  | 299  | 291  | 290  | 292  | 291  | 294  | 296  |
|               | 2013 | 2015 | 2016 | 2017 | 2018 | 2019 | 2020 | 2021 | 2022 |